# Circaea taronensis
Circaea × taronensis är en hybrid mellan häxörtsarterna Circaea cordata och dvärghäxört Circaea alpina. Den beskrevs av Heng Li 1986.